# Otto Schmidt (Verleger)
Otto Schmidt (* 1866 in Drinsahl, Oberbergischer Kreis; † 20. März 1945 in Ittenbach) war ein deutscher Verleger.
Otto Schmidt d. Ä. war Sohn eines Lehrers. Nach dem Tod der Mutter und der Erkrankung des Vaters wuchs er bei seiner Schwester in Barmen auf. 1888 bestand er die Gerichtsschreiberrüfung beim Oberlandesgericht Köln. Er studierte ab 1892 an der Universität Rostock Volkswirtschaft und wurde an der Universität Leipzig mit der Arbeit Uhrmacherhandwerk und Uhrmacherfabriken in Sachsen bei Professor Karl Bücher promoviert. 1896 wurde er Generalsekretär der Handelskammer Konstanz. 1899 gründete er den deutschen Inserentenverband GmbH, 1900 die Annoncen-Expedition des Deutschen Inserentenverbandes GmbH. 
1905 erfolgte die Gründung der Centrale für GmbH Dr. Otto Schmidt, der Vorläuferin des Verlags Dr. Otto Schmidt. 
Otto Schmidt heiratete 1900. In den Jahren 1901 bis 1907 wurde er Vater von drei Töchtern und einem Sohn (Otto). Er starb 1945 während der Kämpfe im Siebengebirge in seinem Landhaus in Ittenbach.